# Ledgeview
Ledgeview – miasto w Stanach Zjednoczonych, w stanie Wisconsin, w hrabstwie Brown.